# Gümüştepe, Merzifon
Gümüştepe là một xã thuộc huyện Merzifon, tỉnh Amasya, Thổ Nhĩ Kỳ. Dân số thời điểm năm 2010 là 287 người.